# 圣体圣殿 (圣保罗)
圣体圣殿 ([未定义] 错误：{{Lang}}：无文本（帮助）) 是一座罗马天主教宗座圣殿，位于巴西南部大城圣保罗的圣伊菲吉尼亚区（Santa Ifigenia），卡斯珀利贝罗大道（Casper Libero Avenue）和圣伊菲吉尼亚街（Santa Ifigenia Street）的拐角处。
目前的教堂的所在地，曾有一座该市最古老的小堂之一，圣母无原罪小堂，建于1720年以前。它在1794年由摄政王若昂六世重新装修，1809年成立了本堂区。
从1930年到1954年，由于修建圣保罗主教座堂，该堂曾是主教座堂。1958年4月18日，该堂由庇护十二世升格为宗座圣殿。1992年，它受到圣保罗市历史、文化和环境保护委员会的保护。

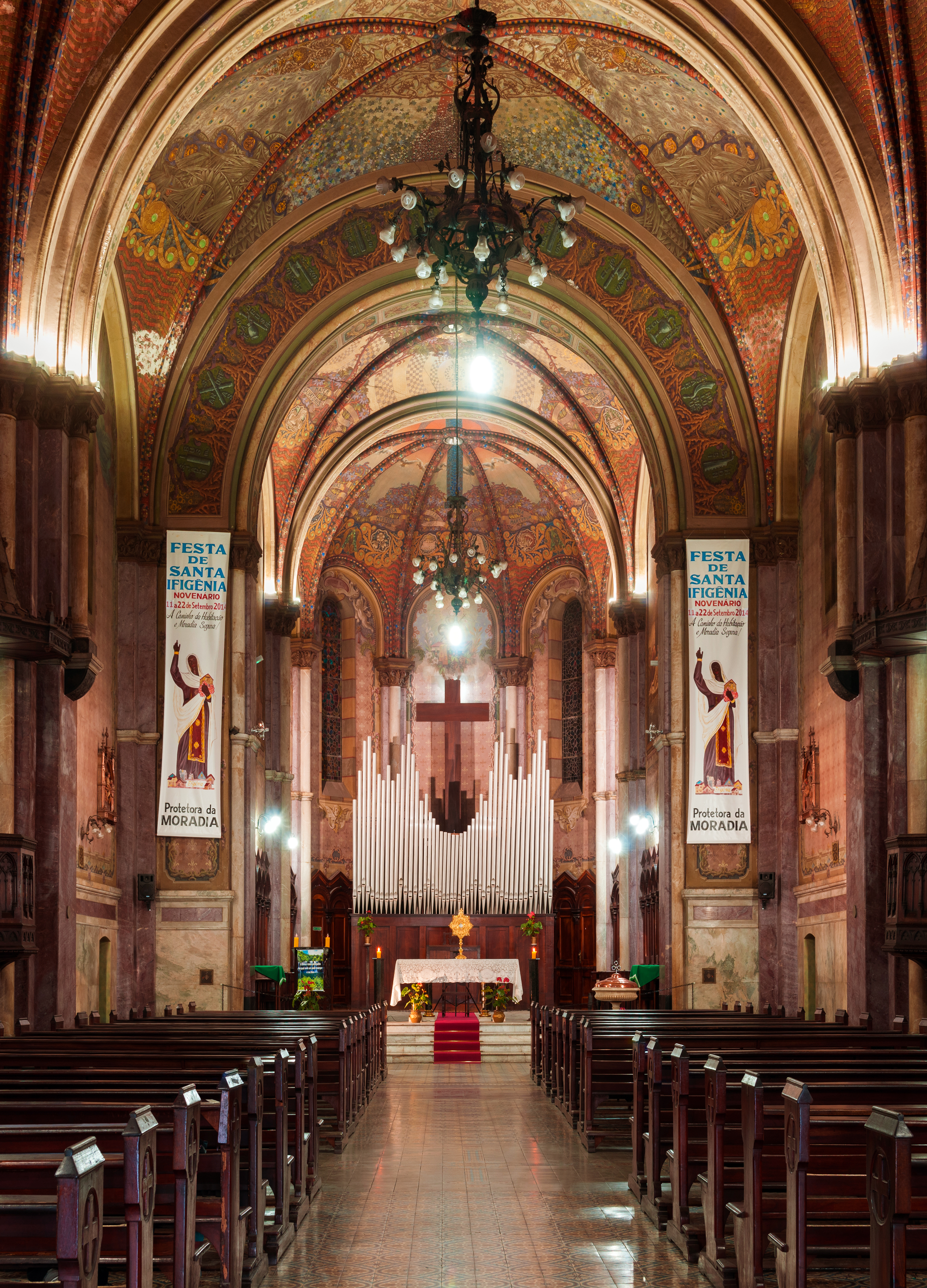
内景